# Magnesiumbenzoaat
Magnesiumbenzoaat is het magnesiumzout van benzoëzuur, met als brutoformule C14H10O4Mg. De stof komt voor als een wit kristallijn poeder, dat matig oplosbaar is in water. Het is beter oplosbaar in ethanol en heet water. Magnesiumbenzoaat komt ook voor als trihydraat.
Magnesiumbenzoaat werd vroeger gebruikt om jicht en artritis te behandelen.